# مليون لون (فلم)
مليون لون (بالإنجليزية: A Million Colors) ويُعرف أيضًا باسمِ ألوان الجنّة (بالإنجليزية: Colors of Heaven) هو فيلم درامي جنوب أفريقي صدرَ عام 2011 من إخراج بيتر بيشاي وشارك في كتابته مع أندري بيتيرس. يستندُ الفيلم إلى حياة مونتو نديبيلي ونورمان نوكس.

## طاقم التمثيل
- وانديل موليباتسي في دور مونتو نديبيلي
- جيسون هارتمان في دور نورمان نوكس
- ماسيلو موتانا في دور سابيلا
- ستيلاو سافانتي في دور الرائد شون ديكسون

## الاستقبال
قال أحد المراجعين عن الفيلم «إنه قصّة استكشافٍ للأخلاق والتضحية بالنفس والنزاهة والاقتناع بنظام إيمان الفرد. يُقدِّم الفيلمُ لأولئك الذين لهم عقلٌ مفتوحٌ  استكشافًا غنيًا من الماضي.»